# منتخب توكيلاو لدوري الرغبي
منتخب توكيلاو لدوري الرغبي (بالإنجليزية: Tokelau national rugby league team)‏ هو ممثل نيوزيلندا الرسمي في المنافسات الدولية في دوري الرغبي .